# 龚祈
龔祈（398年—440年），字孟道，武陵郡漢壽縣（今湖南省汉寿县南）人，东晋、南朝宋隐士。
襲祈十四歲的時候，鄉里推舉他代表州去迎接西曹，他不去。謝晦管理該州時，任命他为主簿。彭城王刘义康以秀才舉薦他，任命他为爲奉朝請。臨川王刘义庆平西参軍，他對於朝廷的徵召一概不受。龔祈風度端莊高雅，容颜舉止都令人嘆赏。中書郎范述見了他感嘆说:“這真是荆楚之地的仙人啊。”衡陽王刘义季在荆州任官時，由於龔祈和劉凝之、師覺授都不接受徵召，就下文聘用三人的兒子。龔祈又被聘任太子舍人，仍不出仕。他有時作詩，但詩中所言，不涉世事。元嘉十七年（440年）去世，時年四十二歲。